# Die Eskorte (Film)
Die Eskorte (Original: La scorta) ist ein italienischer Spielfilm aus dem Jahre 1993. Der Film nahm an den Festspielen von Cannes 1993 teil und war 1994 Preisträger des Polizeifilmfestivals von Cognac.

## Handlung
Ein Richter, begleitet von seiner Leibwache aus vier jungen Carabinieri, versucht, in einer sizilianischen Stadt für Ordnung zu sorgen. Korrupte Lokalpolitiker, die mit der Mafia zusammenarbeiten, schrecken, um die Aufdeckung ihrer Verbrechen zu verhindern, vor nichts zurück.

## Auszeichnungen
Cognac Festival du Film Policier: Bester Film